# Walker Kessler
Walker Ross Kessler (Atlanta, 26 de julho de 2001) é um jogador norte-americano de basquete profissional que atualmente joga no Utah Jazz da National Basketball Association (NBA).
Ele jogou basquete universitário pela Universidade da Carolina do Norte e na Universidade de Auburn e foi selecionado pelo Memphis Grizzlies como a 22º escolha geral no draft da NBA de 2022.

## Início da vida
Kessler jogou basquete pela Woodward Academy em College Park, Geórgia. Em sua última temporada, ele teve médias de 17,8 pontos, 9,3 rebotes e 5,2 bloqueios, levando seu time ao seu primeiro título estadual. Kessler foi nomeado Jogador do Ano do The Atlanta Journal-Constitution, Mr. Basketball da Geórgia e Jogador do Ano da Geórgia.
Um recruta de cinco estrelas de consenso e um dos principais pivôs da classe de 2020, ele se comprometeu a jogar basquete universitário pela Universidade da Carolina do Norte.

## Carreira universitária

### Carolina do Norte (2020–2021)
Em 10 de março de 2021, Kessler registrou 16 pontos, 12 rebotes e oito bloqueios em uma vitória de 101–59 sobre Notre Dame na segunda rodada do Torneio da ACC. Ele estabeleceu um recorde de calouro da Carolina do Norte e um recorde do Torneio da ACC de mais bloqueios em um jogo. Como calouro, ele teve médias de 4,4 pontos e 3,2 rebotes.

### Auburn (2021–2022)
Após a temporada, Kessler foi transferido para a Universidade de Auburn. 
Em 29 de dezembro de 2021, ele registrou um triplo-duplo de 16 pontos, 11 bloqueios (o recorde da sua carreira) e 10 rebotes contra LSU. Em 25 de janeiro, Kessler foi nomeado o Jogador da Semana da SEC após fortes desempenhos contra Georgia e Kentucky. Kessler foi considerado um dos principais bloqueadores de arremessos do país, estabelecendo o recorde de bloqueio em uma temporada de Auburn e liderando o país em bloqueios. Na conclusão da temporada regular, Kessler foi nomeado o Jogador Defensivo do Ano da SEC e um membro da Primeira-Equipe da SEC. Em 3 de abril de 2022, Kessler se declarou para o draft da NBA de 2022, abrindo mão de sua elegibilidade universitária restante.

## Carreira profissional

### Utah Jazz (2022–Presente)
Kessler foi selecionado pelo Memphis Grizzlies como a 22ª escolha geral no draft da NBA de 2020. Ele, junto com TyTy Washington, foi negociado com o Minnesota Timberwolves em troca de Jake LaRavia. Em 6 de julho de 2022, duas semanas após ser selecionado no draft, Kessler foi negociado, junto com Patrick Beverley, Jarred Vanderbilt, Leandro Bolmaro, Malik Beasley e quatro futuras escolhas de primeira rodada para o Utah Jazz em troca de Rudy Gobert. Em 9 de julho, Kessler assinou um contrato de 4 anos e US$13.3 milhões com o Jazz.
Em 16 de janeiro de 2023, Kessler fez um duplo-duplo com 20 pontos e 21 rebotes, o recorde da carreira, em uma vitória de 126–125 sobre o Timberwolves. Em 25 de março de 2023, ele marcou 31 pontos, o recorde da carreira, e 11 rebotes em uma derrota de 121–113 para o Sacramento Kings. Ao longo de sua temporada de novato, ele jogou em 74 jogos e teve média de 9,2 pontos.
Na conclusão da temporada de 2022–23, Kessler foi anunciado como finalista do Prêmio de Novato do Ano, terminando em terceiro na votação.

## Vida pessoal
O pai de Kessler, Chad, e seu tio, Alec, jogaram basquete universitário na Universidade da Geórgia e jogaram na NBA antes de se tornarem cirurgiões ortopédicos. Seu irmão, Houston, também jogou basquete na Geórgia. Sua namorada Abbie Stockard, uma estudante de enfermagem e líder de torcida na Universidade de Auburn, foi coroada Miss América de 2025 em 5 de janeiro.

## Estatísticas da carreira

### NBA
|  | Líder da liga |

#### Temporada regular
| Ano      | Equipe   | PJ  | PT | MPJ  | AP   | 3P   | LL   | RT  | AS | BR | TO  | PPJ |
| -------- | -------- | --- | -- | ---- | ---- | ---- | ---- | --- | -- | -- | --- | --- |
| 2022–23  | Utah     | 74  | 40 | 23.0 | .720 | .333 | .516 | 8.4 | .9 | .4 | 2.3 | 9.2 |
| 2023–24  | Utah     | 64  | 22 | 23.3 | .654 | .211 | .602 | 7.5 | .9 | .5 | 2.4 | 8.1 |
| Carreira | Carreira | 138 | 62 | 23.1 | .687 | .272 | .558 | 7.9 | .9 | .4 | 2.3 | 8.6 |

### Universidade
| Ano      | Equipe         | PJ | PT | MPJ  | AP   | 3P   | LL   | RT  | AS | BR  | TO  | PPJ  |
| -------- | -------------- | -- | -- | ---- | ---- | ---- | ---- | --- | -- | --- | --- | ---- |
| 2020–21  | North Carolina | 29 | 0  | 8.8  | .578 | .250 | .537 | 3.2 | .3 | .5  | .9  | 4.4  |
| 2021–22  | Auburn         | 34 | 34 | 25.6 | .608 | .200 | .596 | 8.1 | .9 | 1.1 | 4.6 | 11.4 |
| Carreira | Carreira       | 63 | 34 | 17.2 | .593 | .225 | .566 | 5.6 | .6 | .8  | 2.7 | 7.9  |

## Prêmios e Homenagens
- National Basketball Association:
  - NBA All-Rookie Team:
    - Primeiro time: 2023;